# The Greek Passion
The Greek Passion (dt.: Griechische Passion, cz.: Řecké pašije, H.372) ist eine Oper in vier Akten von Bohuslav Martinů (Musik) mit einem eigenen Libretto. Der Text basiert auf dem Roman Ο Χριστός ξανασταυρώνεται (Der wiedergekreuzigte Christus) von Nikos Kazantzakis. Nachdem eine geplante Aufführung der Erstfassung am Covent Garden abgesagt worden war, überarbeitete Martinů die Oper grundlegend. Diese Zweitfassung wurde am 9. Juni 1961 im Stadttheater Zürich uraufgeführt. Die Uraufführung der Erstfassung fand erst am 20. Juli 1999 im Festspielhaus Bregenz statt.

## Handlung
Den Hintergrund der Handlung bilden die Migrationswellen und „ethnischen Säuberungen“, die Anfang der 1920er Jahre während des Griechisch-Türkischen Kriegs stattfanden und von den Griechen als „Kleinasiatische Katastrophe“ wahrgenommen wurden. In einem wohlhabenden und von diesen Ereignissen noch nicht betroffenen griechischen Dorf wird ein Passionsspiel vorbereitet. Die Darsteller werden frühzeitig ausgewählt und identifizieren sich immer mehr mit ihren Rollen. Es entstehen Parallelen zum biblischen Geschehen, worauf auch der wörtlich übersetzte Originaltitel der Romanvorlage (Der wieder gekreuzigte Christus) hinweist. Gleichzeitig trifft eine Gruppe von Flüchtlingen ein, die von den türkischen Besatzern aus ihrer Heimat vertrieben wurden. Während der Dorfpriester Grigoris ihnen jede Hilfe verweigert, werden sie von den Passionsspiel-Darstellern Manolios und Katerina unterstützt. Sie erbauen ein neues Dorf am Berg Sarakina. Dennoch geraten sie in Not, und mehrere Kinder verhungern. Als sie erneut hilfesuchend im Dorf auftauchen, kommt es zu Gewalttätigkeiten unter den Dorfbewohnern, bei denen der Christusdarsteller Manolios vom Darsteller des Judas getötet wird. Den Flüchtlingen bleibt nichts anderes übrig, als weiterzuziehen.
Die folgende Inhaltsangabe basiert auf dem Libretto der Zürcher Fassung von 1959.

### Erster Akt
Dorfplatz von Lykovrissi in den Hängen des Berges Sarakina mit einer Kirche und dem Café Kostandis’
Szene 1. An einem sonnigen Ostersonntag verlassen die Dorfbewohner nach dem Gottesdienst die Kirche. Unter ihnen befinden sich die Dorfältesten, der Priester Grigoris, der reiche Patriarcheas und der geizige Ladas. Grigoris benennt die Ausführenden für das Passionsspiel des nächsten Jahres und gibt ihnen einige Ermahnungen mit auf den Weg: Der Wirt Kostandis, der den Apostel Jakobus darstellen wird, soll keine Gerste in den Kaffee mischen, öfters in die Kirche gehen und seine Frau nicht schlagen. Kostandis entgegnet, dass es umgekehrt seine Frau sei, die ihn schlage. Der Händler Yannakos soll den Petrus spielen – und seine Kunden nicht betrügen. Yannakos schlägt vor, dass Christus auf seinem Esel reiten solle. Patriarcheas’ Sohn Michelis wird den Johannes spielen, und die junge Witwe und Dorfprostituierte Katerina die Maria Magdalena. Für die Rolle des Judas wurde der Schmied Panait auserwählt, der die Rolle nur widerwillig annimmt. Die Hauptrolle des Christus soll der Schafhirt Manolios übernehmen. Der ist erfreut, hält sich aber nicht für würdig, die Last des Kreuzes zu tragen. Grigoris segnet die Auserwählten und verlässt mit den Dorfbewohnern den Platz. Nur die Darsteller Yannakos, Kostandis, Michelis und Manolios bleiben zurück.
Szene 2. Die vier Schauspieler fragen sich, wie sie ihre Rolle vorbereiten und im folgenden Jahr beispielhaft leben können. Yannakos, Kostandis und Michelis gehen.
Szene 3. Lenio drängt ihren Verlobten Manolios, die Hochzeit nicht länger aufzuschieben. Manolios geht nicht darauf ein. Hinter der Szene ist bereits der Gesang der Flüchtlinge zu hören. Die Aposteldarsteller und die Dorfbewohner kehren zurück und beobachten, wie die Flüchtlinge unter Psalmgesang einziehen. An ihrer Spitze befindet sich der Priester Fotis, neben ihm ein Mann mit einem Banner, auf das ein goldenes Georgskreuz gestickt ist. Die Ankömmlinge lassen sich erschöpft nieder. Fotis macht ihnen Mut: Sie werden hier eine neue Heimat finden. Katerina kommt mit einem grünen Schal hinzu. Panait versucht, sie fortzuschicken. Katerina fragt ihn, ob er kein Mitleid mit den Hungrigen habe und beschimpft ihn als „Judas“. Unterdessen sinkt die Flüchtlingsfrau Despinio vor Schwäche zu Boden. Der Dorfpriester Grigoris erscheint schließlich. Fotis erzählt ihm die Geschichte der Flüchtigen: Die Türken haben ihr Dorf geplündert und sie aus ihrer Heimat vertrieben. Aber Grigoris zeigt kein Mitleid. Er fordert Fotis auf, ihm zu sagen, welche Sünde sie begangen haben, um Gottes Gunst zu verlieren. Fotis, die Ankömmlinge und auch die Dorfbewohner bitten ihn, den Flüchtlingen Land zuzuweisen. In diesem Moment stirbt Despinio. Grigoris behauptet, es sei die Cholera – Gottes Antwort auf ihre Forderungen. Fotis und die Flüchtlinge versichern, dass Despinio nicht krank gewesen, sondern verhungert sei. Von Mitgefühl überwältigt gibt Katerina ihnen ihren Schal gegen die Kälte. Panait macht ihr deswegen Vorwürfe. Manolios und Kostandis schlagen den Flüchtlingen vor, sich am Berg Sarakina niederzulassen, wo es Wasser, Rebhühner und Feuerholz gebe.

### Zweiter Akt
Außerhalb der Hütte Yannakos’. Dessen Esel steht in der Nähe. Gegenüber befinden sich das Haus und der Garten Katerinas, im Hintergrund der Berg Sarakina
Szene 1. Yannakos zitiert das biblische Gleichnis vom vierfachen Ackerfeld. Er beglückwünscht seinen Esel dafür, dass er im kommenden Passionsspiel ebenfalls eine Rolle haben werde. Katerina will wissen, wie er es schaffe, seine gute Laune zu behalten, obwohl er allein lebe. Sie selbst werde von bösen Träumen geplagt. Yannakos rät ihr zu Freundlichkeit. Nächstes Jahr werde sie sich als Magdalena in der Gesellschaft Christi befinden.
Szene 2. Ladas überredet Yannakos, den Flüchtlingen zu überhöhten Preisen Lebensmittel anzubieten, um an ihren Schmuck zu kommen. Sie wollen sich den Erlös teilen. Er gibt Yannakos einen Vorschuss von drei Goldstücken.
Mittags außerhalb des Dorfes an der Quelle des Heiligen Basilius
Szene 3. Während Manolios Wasser schöpft, macht sich Katerina an ihn heran. Sie scheint sich in ihn verliebt zu haben und vergleicht ihn mit einem Engel, der ihre Seele nehmen wolle. Manolios zeigt kein Interesse an ihr.
Ein trostloser Ort am Berg Sarakina, an dem sich Fotis und sein Volk niedergelassen haben
Szene 4. Fotis und die Flüchtlinge planen den Aufbau ihres neuen Dorfes. Ein alter Mann erinnert sich an die Gründung von drei Dörfern, die anschließend wegen Seuche, Erdbeben oder den Türken wieder verlassen worden seien. Yannakos beobachtet zunächst unbemerkt die Anwesenden. Der alte Mann legt einen Sack mit Knochen in eine frisch ausgehobene Grube, um das neue Dorf zu segnen. Yannakos tritt hervor, bekennt Fotis seine Vereinbarung mit Ladas und gibt ihm reumütig die drei Goldstücke, die er für die Kinder verwenden soll. Der alte Mann ist inzwischen gestorben. Fotis erklärt, er solle in den Fundamenten des Dorfes ruhen – ähnlich wie es die frühen Christen in den Katakomben getan hätten.

### Dritter Akt
Abends in Manolios’ Hütte am Berg Panagia
Szene 1. Manolios bittet den Hirtenjungen Nikolio, ihm auf der Flöte vorzuspielen. Er schläft ein und träumt von seinen Problemen mit Lenio, Grigoris, Katerina und Yannakos. Zuletzt erscheint eine schwarz gekleidete Frau, die sich über ihn beugt und schließlich als Katerina zu erkennen gibt. Manolios erwacht mit einem Schrei.
Szene 2. Lenio betritt die Hütte. Sie wirft Manolios vor, sie zu vernachlässigen und erklärt, einen besseren Ehemann finden zu können. Lenio verlässt die Hütte. Nikolio fängt an, auf der Flöte zu spielen. Lenio wird wie durch Magie von den Klängen angezogen und kehrt zurück. Nikolio stürzt sich auf sie und wirft sie zu Boden.
Ein kleiner Raum im Haus Katerinas
Szene 3. Katerina sitzt im Dunkeln an ihrem Fenster. Manolios klopft an der Tür. Katerina hofft, er habe endlich seine Liebe zu ihr entdeckt. Manolios aber nennt sie seine „Schwester“ und bittet sie, ihn zu vergessen. Sie akzeptiert seinen Wunsch und erklärt, ihm folgen zu wollen.
Die Straße nach Sarakina. Heller sonniger Tag
Szene 4. Während Yannakos seine Mahlzeit einnimmt, erscheint Katerina mit einem Bündel, einem Schaf und einer Ziege, die sie den Flüchtlingen bringen will. Sie erzählt ihm, dass sie erst jetzt die Bedeutung ihrer Rolle der Maria Magdalena erkannt habe. Aus dem Dorf sind die ärgerlichen Stimmen von Grigoris und den Dorfältesten zu hören, die sich über den predigenden Manolios aufregen.
Szene 5. Patriarcheas, Ladas, Panait und Grigoris beschließen, Manolios zum Schweigen zu bringen und aus dem Dorf zu verbannen. Manolios erscheint mit einer Gruppe von Anhängern. Er ist nun völlig in seiner Christus-Rolle aufgegangen und überzeugt den Barbier Andonis und andere Dorfbewohner, einen Teil ihres Einkommens zu spenden. Grigoris tritt dazwischen und schickt sie fort. Michelis berichtet, dass Lenio sich von Manolios abgewandt habe und nun Nikolio heiraten wolle. Nikolio bestätigt das. Er wundert sich, dass Manolios ihm nicht zürnt. Manolios predigt weiter. Er gesellt sich zu seinen Freunden. Gemeinsam verspüren sie die Gegenwart Christi. Katerina kommentiert ihr Verhalten von der Seite.

### Vierter Akt
Der Dorfplatz und die Kirche wie im ersten Akt
Die Dorfbewohner feiern die Hochzeit von Lenio und Nikolio. Grigoris erscheint in der Kirchentür und erklärt, dass Gott sie alle mit Blindheit geschlagen habe. Wenn ein Schaf erkrankt sei, müsse man es aus dem Stall treiben, damit es die anderen nicht anstecke. Ein solches Schaf sei Manolios, der gegen Gott rebelliert habe. Er exkommuniziert Manolios und – als diese ihm beistehen – auch Michelis, Yannakos und Kostandis.
Manolios tritt aus der Kirche. In einem längeren Monolog erklärt er seine göttlichen Einsichten. Zunächst habe er nur vorgegeben, an Christus zu denken, aber eigentlich nur Katerina im Sinn gehabt. Nun wisse er, dass Gott ohne Eile in der Stille arbeite. Unterdessen nähern sich die Flüchtlinge vom Sarakina, um die Dorfbewohner um Hilfe anzuflehen, da inzwischen mehrere ihrer Kinder verhungert sind. Manolios besteht darauf, ihnen zu helfen. Grigoris hetzt die Einwohner gegen ihn auf. Es kommt zu Kämpfen, bei denen der Judas-Darsteller Panait Manolios tötet. Schließlich erreicht die Prozession der Flüchtlinge die Kirche. Ihr Priester Fotis, die Flüchtlinge und die Einwohner flehen zu Gott um Erbarmen. Katerina hält eine gleichnishafte Abschiedsrede für Manolios. Fotis macht seinen Leuten Mut für die Suche nach einer neuen Heimat. Sie stimmen das Kyrie eleison an, das Katerina und die Dorfbewohner mit dem Amen beschließen.

## Gestaltung

### Instrumentation
Die Besetzung der Londoner Erstfassung der Oper enthält die folgenden Instrumente:
- Holzbläser: drei Flöten (auch Piccolo), drei Oboen (auch Englischhorn), drei Klarinetten in B, drei Fagotte
- Blechbläser: vier Hörner in F, drei Trompeten in C, drei Posaunen, Tuba
- zwei Pauken, Schlagzeug (mindestens drei Spieler)
- Harfe, Cembalo
- Streicher: Violine I und II, Viola, Violoncello, Kontrabass
- Bühnenmusik: Sopran-, Alt- und Tenor-Blockflöte, Klarinette in C, Akkordeon, Violine

In der Zürcher Zweitfassung sind die folgenden Instrumente vorgesehen:
- Holzbläser: drei Flöten, drei Oboen, drei Klarinetten, drei Fagotte
- Blechbläser: vier Hörner, drei Trompeten, drei Posaunen, Tuba
- Pauken, Schlagzeug
- Harfe, Klavier, Akkordeon
- Streicher

### Musik
Zu den ausdrucksstärksten Teilen gehören die großen Chorsätze am Anfang und Ende. Um die Partitur mit Lokalkolorit anzureichern, nutzte Martinů griechische Volksweisen und byzantinische Kirchenmusik. Dennoch entspricht der Musikstil eher dem der tschechischen Kantaten von Miloslav Bureš aus den 1950er Jahren. Böhmische Weisen treten beispielsweise bei der Hochzeitsszene zu Beginn des vierten Akts auf. Türkische Elemente werden dagegen fast vollständig vermieden. Der diatonische Spätstil des Komponisten durchzieht die gesamte Oper, insbesondere in den Chorsätzen gegen Ende. Außerdem gibt es eine Reihe von wiederkehrenden Motiven, die bestimmte Ideen und Charaktere repräsentieren. Die arios ausgestalteten Rezitative werden von modalen und tonalen Harmonien begleitet, aber gelegentlich auch von schärferen bitonalen Klängen durchzogen. An einigen Stellen treten obligate Soloinstrumente wie das Englischhorn oder ein Violoncello hinzu. Das Duett im dritten Akt, in dem Manolios und Katerina ihrer Liebe entsagen, wird durch einen vom Akkordeon gespielten Walzer umrahmt.:211 Besonders schillernde Farben verwendete Martinů für die Traumszene Manolios’ am Anfang des dritten Akts.

## Werkgeschichte
Im Spätsommer 1954 beabsichtigte Martinů zunächst, eine Oper über ein tschechisches oder slowakisches Thema zu schreiben. Dann jedoch lernte er Nikos Kazantzakis und dessen Roman Alexis Sorbas kennen. Kazantzakis überzeugte ihn davon, anstelle von Alexis Sorbas seine 1948 geschriebene Griechische Passion (Ο Χριστός ξανασταυρώνεται bzw. Der wiedergekreuzigte Christus) als Grundlage seines neuen Werkes zu verwenden. Für das Libretto nutzte Martinů eine englische Übersetzung des Romans von Jonathan Griffin. Er erarbeitete den Text zusammen mit Kazantzakis zwischen August und Oktober 1954 in Südfrankreich und von November 1955 bis Januar 1956 in New York. Das im Roman deutlich erkennbare Motiv der Fremdherrschaft und die sozialkritischen Tendenzen Manolios’ entfernte Martinů weitgehend und entpolitisierte das Werk so.:210
Den Großteil der Musik schrieb Martinů zwischen Februar 1956 und Januar 1957, machte dann eine Pause bis zum Februar 1958 und beendete die Erstfassung am 15. Januar 1959. Während dieser Zeit hatten sowohl Rafael Kubelík vom Royal Opera House Covent Garden in London als auch Herbert von Karajan für die Wiener Staatsoper Interesse an dem Werk gezeigt. Die am Covent Garden geplante Uraufführung wurde jedoch mit der Begründung abgelehnt, dass die Oper zu viel gesprochenen Text enthalte und dass das britische Publikum sich nicht in die Hierarchien der orthodoxen Kirche Griechenlands versetzen könne.:209 Zu einer Wiener Aufführung kam es ebenfalls nicht.
Martinů überarbeitete die Partitur daraufhin grundlegend bis Januar 1959 und verschenkte die Partiturseiten der Erstfassung in Einzelteilen an seine Freunde.:209 In der Neufassung reduzierte er die gesprochenen Teile bis auf die kleine Rolle des Ladas.
Den ursprünglich fast durchgängigen Rezitativstil ersetzte er durch Ariosi. Auch der dramaturgische Schwerpunkt verlagerte sich. In der Urfassung wurden die inneren Konflikte und die Wandlung der Hauptfigur Manolios realistischer dargestellt. In der Neufassung ähnelt er mehr einem romantischen Opernhelden. Die dramatischen Stellen und die Orchesterzwischenspiele setzen sich in der Erstfassung deutlich von den mehr statischen und kontemplativen Teilen ab. Die Zweitfassung dagegen wirkt musikalisch einheitlicher.:210
Die größten Änderungen nahm Martinů am Finale vor. Hier ergänzte er den Schlusschor der weiterziehenden Flüchtlinge. In der Urfassung wurde die Geschichte bis zum Weihnachtsfest ausgedehnt. Die Dorfbewohner begrüßen die Geburt Christi mit einem Alleluja, während Fotis und die Flüchtlinge für Manolios beten und erst anschließend fortziehen.:211
Die Uraufführung der Neufassung erfolgte erst zwei Jahre nach dem Tod des Komponisten am 9. Juni 1961 im Stadttheater Zürich unter der musikalischen Leitung von Paul Sacher und der Regie von Herbert Graf in einer deutschen Übersetzung von Helmut Wagner und Karl Heinz Füssl.:208 Das Bühnenbild stammte von Teo Otto. In den Hauptrollen sangen Sandra Warfield (Katerina), Glade Peterson (Manolios), Robert Kerns (Kostandis), Heinz Borst (Fotis) und James Pease (Grigoris).
Es folgten mehrere Aufführungen in verschiedenen Städten der Tschechoslowakei, aber auch in Linz (1962), Bielefeld (1963) und Antwerpen (1969).:208 1981 wurde in Cardiff als erste britische Aufführung eine neue englische Fassung von Brian Large gegeben.
Dem Martinů-Forscher Aleš Březina gelang es schließlich, die Originalversion aus den verstreuten Fragmenten zu rekonstruieren. Sie wurde am 20. Juli 1999 im Rahmen der Bregenzer Festspiele im Festspielhaus Bregenz uraufgeführt. Die musikalische Leitung der Wiener Symphoniker und des Kammerchors Moskau hatte Ulf Schirmer. Die Inszenierung stammte von David Pountney. Es sangen u. a. Esa Ruuttunen (Grigoris), Christopher Ventris (Manolios), John Daszak (Yannakos), Adrian Clarke (Kostandis), Douglas Nasrawi (Panait), Nina Stemme (Katerina), Jonas Kaufmann (Nikolio) und Anat Efraty (Lenio). Es handelte sich um eine Koproduktion mit der Covent Garden Opera, wo sie 2000 unter der Leitung von Charles Mackerras nachgespielt wurde. Seitdem hat sich die Oper im deutschen, tschechischen und englischen Sprachraum einigermaßen im Repertoire halten können.:209
Eine weitere Vertonung des Stoffs ist die Oper Ecce homo von Sándor Szokolay, die 1986 in Budapest uraufgeführt wurde.

## Aufnahmen
- Juni 1981 – Charles Mackerras (Dirigent), Brno State Philharmonic Orchestra, Prager Philharmonischer Chor.
 John Tomlinson (Grigoris), David Gwynne (Patriarcheas und Alter Mann), Michael Geliot (Ladas), John Harris (Michelis), Phillip Joll (Kostandis), Arthur Davies (Yannakos), John Mitchinson (Manolios), Catherine Savory (Nikolio und Alte Frau), Jeffrey Lawton (Andonis und Panait), Helen Field (Katerina), Rita Cullis (Lenio), Geoffrey Moses (Fotis), Jana Jonásová (Despinio).
 Züricher Zweitfassung, gekürzt?, auch als Soundtrack einer Opernverfilmung.
 Supraphon 10 3611-2 632 (2 CDs), Supraphon 4755205 (DVD).[11]:9100
- 1999 – Ulf Schirmer (Dirigent), David Pountney (Inszenierung), Wiener Symphoniker, Moscow Chamber Chorus.
 Esa Ruuttunen (Grigoris), Eric Garrett (Patriarcheas), McCallum (Ladas und Sprecher), Robert Wörle (Michelis), Adrian Clarke (Kostandis), John Daszak (Yannakos), Christopher Ventris (Manolios), César Gutiérrez (Nikolio), Ray M. Wade (Andonis), Nina Stemme (Katerina), Douglas Nasrawi (Panait), Anat Efraty (Lenio), Marina Proudenskaia (Alte Frau), Egils Silins (Fotis), Lolita Semenina (Despinio), Greg Ryerson (Alter Mann), Andrej Kryzhanovskiy (Dimitri), Richard Angas (Kapitän), Terry Jenkins (Schulmeister).
 Live von den Bregenzer Festspielen, Londoner Erstfassung, leicht gekürzt.
 Koch 3-6590-2 (2 CDs).[11]:9102
- 29. April 2000 – Charles Mackerras (Dirigent), Orchester und Chor der Covent Garden Opera.
 Gregory Yurisich (Grigoris), Jeremy White (Patriarcheas), McCallum (Ladas), Peter Auty (Michelis), Roderick Earle (Kostandis), Timothy Robinson (Yannakos), Jorma Silvasti (Manolios), Peter Wedd (Nikolio), Alasdair Elliot (Andonis), Marie McLaughlin (Katerina), Robin Leggate (Panait), Jenny Grahn (Lenio), Elizabeth Sikora (Alte Frau), Gwynne Howell (Fotis), Hilary Taylor (Despinio), Grant Dickson (Alter Mann), James Bobby (Dimitri).
 Live aus London, Londoner Erstfassung.[11]:9104[12]
- 13. April 2006 – Jiří Bělohlávek (Dirigent), Orchester des Prager Nationaltheaters.
 Luděk Vele (Grigoris), Aleš Hendrych (Patriarcheas), Václav Knop (Ladas), Pavel Černoch (Michelis), František Zahradníček (Kostandis), Jan Vacík (Yannakos), Tomás Černý (Manolios), Aleš Briscein (Nikolio), Jan Markvart (Andonis), Maida Hundeling (Katerina), Jaroslav Březina (Panait), Petra Nôtová  (Lenio), Lenka Šmidová (Alte Frau), Roman Janál (Fotis), Hana Jonášová (Despinio), Miroslav Podskalský (Alter Mann).
 Live aus dem Prager Nationaltheater, Londoner Erstfassung.
- 2016 – Dirk Kaftan (Dirigent), Grazer Philharmonisches Orchester, Chor und Extrachor der Oper Graz, Chor der Kunstuniversität Graz.
 Wilfried Zelinka (Grigoris), Ivan Oresvanin (Patriarcheas), Tino Sekay (Ladas), Martin Fournier (Michelis), Dariusz Perczak (Kostandis), Manuel von Senden (Yannakos), Rolf Romei (Manolios), Dshamilja Kaiser (Katerina), Taylan Reinhard (Panait), Tetiana Miyus (Lenio), Yuan Zhang (Alte Frau), David McShane (Stimme in der Menge), Markus Butter (Fotis), Sofía Mara (Despinio), Konstantin Sfiris (Alter Mann), Benjamin Plautz (Kommentator).
 Live aus dem Opernhaus Graz, Londoner Erstfassung.
 Oehms OC 967 (2 CDs).[13]
- 13. August 2023 – Maxime Pascal (Dirigent), Wiener Philharmoniker, Konzertvereinigung Wiener Staatsopernchor.
 Gábor Bretz (Grigoris), Luke Stoker (Patriarcheas), Robert Dölle (Ladas), Matthäus Schmidlechner (Michelis), Alejandro Baliñas Vieites (Kostandis), Charles Workman (Yannakos), Sebastian Kohlhepp (Manolios), Aljoscha Lennert (Nikolio), Matteo Ivan Rašić (Andonis), Sara Jakubiak (Katerina), Julian Hubbard (Panait), Christina Gansch (Lenio), Helena Rasker (Alte Frau), Łukasz Goliński (Fotis), Teona Todua (Despinio), Scott Wilde (Alter Mann).
 Live von den Salzburger Festspielen aus der Felsenreitschule.
 Radioübertragung auf Deutschlandfunk Kultur und hr2-kultur.[14][15]
- 11. April 2025 – Stephan Zilias (Dirigent), Niedersächsisches Staatsorchester Hannover, Chor und Kinderchor der Staatsoper Hannover.
 Shavleg Armasi (Grigoris), Daniel Eggert (Patriarcheas), August Zirner (Ladas, Kommentator), Pawel Brozek (Michelis), Darwin Prakash (Kostandis), Marco Lee (Yannakos), Christopher Sokolowski (Manolios), Philipp Kapeller (Nikolios), Peter O’Reilly (Andonis), Eliza Boom (Katerina), Fabio Dorizzi (Panait), Ketevan Chuntishvili (Lenio), Melanie Xu (Alte Frau), Marcell Bakonyi (Fotis), Luisa Mordel (Despinio), Stephen Owen (Alter Mann), Frank Schneiders (Hauptmann), John Pickering (Lehrer), Jongsoo Ko (Dimitri).
 Live aus der Staatsoper Hannover; Erstfassung.
 Radioübertragung bei ARD Oper am 19. April 2025; Audiostream in der ARD Mediathek.[16]